# Alessandro Artom
Alessandro Artom (Asti, 6 maggio 1867 – Roma, 10 maggio 1927) è stato un ingegnere e inventore italiano, inventore dell'antenna radio direzionale e del radiogoniometro.

## Origini e studi
Di illustre famiglia di religione ebraica astigiana e figlio di Enrichetta Ottolenghi, crebbe nel vivo dell'Unità d'Italia, alla quale aveva contribuito lo zio Isacco Artom, collaboratore di Camillo Benso Conte di Cavour.
Diplomatosi nel 1889 alla Scuola di Applicazione per Ingegneri di Torino, nel 1896 conseguì il diploma di perfezionamento in elettrotecnica al politecnico di Torino, sotto la guida di Galileo Ferraris.
Scelto come suo assistente, iniziò la carriera nelle applicazioni radiotelegrafiche a seguito delle scoperte del periodo di Guglielmo Marconi e dei suoi studi sulle onde elettromagnetiche e sulle comunicazioni senza filo.
In quella stessa scuola fondò la Scuola Superiore di comunicazioni elettriche, la prima in Italia, nella quale insegnò per oltre venti anni.

## Prime ricerche
È facile intuire quali fossero i grandi problemi che dovette affrontare Artom agli inizi del XX secolo, tra la complessità degli studi nella radiotelegrafia e le scarse risorse a disposizione, cosa che però contribuì a far convolare in suo aiuto morale e materiale, personaggi come il senatore Pirelli ed Emanuele Jona.
Fin dal 1901 aveva posto le basi teoriche per le radiotrasmissioni in una sola direzione (unidirezionali) e a tale scopo costruì nel 1907 le prime antenne chiuse triangolari.
Nel 1903, ad una conferenza sulle onde Hertziane e sulla telegrafia senza fili, esaltò l'opera di Guglielmo Marconi senza però fare riferimento agli esperimenti che lui stesso aveva iniziato.
Nell'ottobre del 1904 in un'intervista, dopo alcuni felici risultati delle sue sperimentazioni, rispondeva:

## Risultati
Dopo uno studio su un sistema di radiotelegrafia dirigibile, che trasmetteva e riceveva onde elettromagnetiche in modo unidirezionale tramite un'antenna chiusa dalla forma geometrica qualunque, nel 1907 costruì le prime antenne chiuse triangolari.
Da questi studi sulla dirigibilità delle onde gettò le basi della radiogoniometria: creò il radiodireziometro, così chiamava il radiogoniometro a lettura diretta (una delle ultime invenzioni dello scienziato che individuava la posizione di stazioni trasmittenti lontane a emissione circolare).
Diede quindi alla marina militare, durante la prima guerra mondiale, la possibilità di individuare la posizione delle navi in caso di nebbia e soprattutto di controllare l'invasione nemica in mare contribuendo alla difesa radiotelegrafica nell'Adriatico.
Si interessò anche a fenomeni atmosferici, alla protezione dalle scariche (brevettò nel 1920 un tipo di parafulmine, formazione e prevenzione della grandine; in particolare Artom suppose che in condizioni temporalesche, le goccioline di acqua trasformatesi in ghiaccio, inizino a ruotare attirando a sé altre goccioline d'acqua congelandole, dando origine alla formazione di chicchi maggiori.

## Morte
Alessandro Artom morì a Roma il 10 maggio 1927 ed è sepolto nella tomba di famiglia del cimitero ebraico di Asti.

## Riconoscimenti
L'interesse per la scienza, i validi e disinteressati contributi resi alla nazione, gli valsero l'alto riconoscimento del re Vittorio Emanuele III ed il conferimento del titolo nobiliare di barone, trasmissibile ai discendenti.
Nel 1928 Asti gli dedicò un busto di pietra, opera dello scultore Carlo Reduzzi.
Nel 1957 la " Institution of Radio Engineers " di Dayton gli conferì, tra gli altri (Volta, Pacinotti, Meucci, Galileo Ferraris e Marconi), il premio alla memoria "Pioniere della navigazione elettronica aeromarittima"  quale riconoscimento per il contributo dato alla sviluppo della scienza elettrica.
Ad Alessandro Artom è dedicato l'Istituto tecnico industriale di Asti.

## Principali brevetti
- 1902 "Perfezionamenti nel metodo e negli apparecchi per la telegrafia senza fili"
- 1905  "Disposizioni di apparato ricevitore per telegrafia senza filo"
- 1906 "Disposizione per apparato ricevitore per telegrafia senza filo" (perfezionamento del brevetto precedente)
- 1907 "Apparecchio ricevitore per segnalazioni elettriche attraverso lo spazio"
- 1907 "Apparecchio trasmettitore di onde elettriche"
- 1908  "Sistema di telegrafia senza filo dirigibile"
- 1908  "Sistema di dispositivo che permette di evitare la rotazione delle antenne in una stazione di telegrafia senza filo dirigibile e particolarmente di determinare la direzione di una stazione trasmettitrice"
- 1915 "Sistema di collegamento e disposizione di palloni" aerostatici dirigibili e di apparecchi relativi alla dirigibilità delle onde elettriche"
- 1917  "Circuito ricevente, comprendente due palloni aerostatici e due bobine mobili, per mezzo del quale si può rilevare direttamente la direzione di provenienza delle onde elettromagnetiche
- 1920 "Sistema di protezione contro scariche elettriche"
- 1922 "Metodo di protezione contro i dannosi effetti" dell'elettricità atmosferica, mediante la ionizzazione locale"